# Verwaltungsgemeinschaft Großkorbetha
Die Verwaltungsgemeinschaft Großkorbetha bestand bis zum 1. Januar 2005 im Landkreis Weißenfels in Sachsen-Anhalt. Der Verwaltungssitz befand sich in Großkorbetha.

## Mitgliedsgemeinden
Zur VG Großkorbetha gehörten die folgenden sechs Mitgliedsgemeinden:
- Burgwerben
- Großkorbetha
- Reichardtswerben
- Schkortleben
- Tagewerben
- Wengelsdorf

## Geschichte
Die Auflösung der Verwaltungsgemeinschaft erfolgte am 1. Januar 2005 durch die Zusammenlegung mit der ebenfalls aufgelösten Verwaltungsgemeinschaft Uichteritz zur neuen Verwaltungsgemeinschaft Saaletal.